# Нармада (окръг)
Вижте пояснителната страница за други значения на Нармада.
Нармада е окръг в щата Гуджарат, Индия с площ от 2749 км2 и население 514 404 души (2001). Главен град е Раджпипла.

## Административно деление
Окръга е разделен на 4 талука.

## Население
Населението на окръга през 2001 година е 514 404 души, около 59,86 % от населението е неграмотно.

### Религия
(2001)
- 482 552 – индуисти
- 20 429 – мюсюлмани
- 5122 – християни